# Диполд III фон Фобург
Диполд III фон Фобург (на немски: Diepold III. von Vohburg, * 1075; † 8 април 1146) от род Диполдинги-Рапотони е маркграф на Наббург, Фобург и Хам, зет на полския княз Владислав I Херман и тъст на Фридрих I Барбароса, херцог на Швабия и по-късно германски император.
Той е най-големият син на Диполд II фон Фобург († 1078), маркграф в Нордгау, и на Луитгард фон Церинген († 1018) от род Церинги, дъщеря на Бертхолд I и вероятно първата му съпруга Рихвара от Швабия.
Той става през 1093 г. маркграф, 1118 г. маркграф на Наббург, 1120 г. маркграф на Фобург, 1144 г. маркграф на Хам. През 1103 г. той основава манастир Кастл, 1119 г. манастир Райхенбах, 1133 г. манастир Валдзасен и е фогт на Св. Павел в Регенсбург.
През 1099 г. Диполд III получава богатото наследство на роднините му Улрих от Пасау и Рапото V от Хам.
Диполд III фон Фобург омъжва дъщеря си Адела или Аделхайд през март 1147 г. за по-късния император Фридрих I Барбароса, но след шест години през март 1153 г. тя се развежда в Констанц и няма деца.
Диполд III умира през 1148 г. Диполдингите-Рапотоните се разделят след смъртта на Диполд III на две линии.

## Семейство

### Първи брак
Диполд III е женен три пъти. Първо той се жени преди 1118 г. за Аделайда от Полша (* 1090/1091, † 1127), дъщеря на княз Владислав I Херман и Юдит Швабска, дъщеря на император Хайнрих III и втората му съпруга Агнес Поатиенска. Те имат най-малко четири деца:
- Диполд IV († 1128), ∞ Матилда Баварска († 16 февруари 1183), дъщеря на херцог Хайнрих Черния (Велфи)
- София/Лиутгард († 1148), ∞ граф Фолкрат фон Лехсгемюнд († пр. 1160, убит в битка)
- Евфемия († пр. 1144), ∞ Хайнрих III фон Виндберг от Формбах, граф на Асел († 1146 сл. 3 август)
- Юдит (Юта) († 20 февруари 1175), ∞ ок. 1134 Фридрих III († 11 април 1148), домфогт на Регенсбург, погребан в Йерусалим

### Втори брак
За втори път Диполд III се жени за Кунигунда фон Байхлинген (* ок. 1095; † 8 юни 1140) от род Нортхайм, вдовица на граф Випрехт III фон Гройч († 1116), дъщеря на граф Куно фон Нортхайм и Кунигунда фон Ваймар-Орламюнде. От този брак произлиза по-късната съпруга на Фридрих I Барбароса и още четири други деца:
- Адела († сл. 1187), наследничка на Егерланд, ∞ I пр. 2 март 1147 в Егер, разведена март 1153 в Констанц за Фридрих I Барбароса († 1190) 1147 херцог на Швабия, 1152 немски крал, 1155 император, ∞ II за Дито фон Равенсбург, велфски министериал, 1152 – 1180 доказан
- Бертолд I († 15 септември 1185), 1154 маркграф на Хам, 1157 маркграф на Фобург, ∞ NN
- Кунигунда († 22 ноември 1184), като вдовица духовничка в Адмонт, ∞ пр. 1146 Отокар III († 31 декември 1164), 1140 маркграф на Щайр
- Аделхайд ∞ Попо III фон Лауфен (IV) († пр. 10 август 1181), граф на Лауфен в Лобденгау
- София († 12 март 1171) ∞ I. Херанд II фон Фалкенщайн († 1155), II.  ок. 1155 г. граф Конрад II фон Пайлщайн († 1195)

### Трети брак
Трети път Диполд III се жени за София от Унгария, сестра на унгарски граф с името Стефан. От този брак е най-малкият му син:
- Диполд VI († 21 октомври 1185), 1172 граф на Фобург, женен за Матилда фон Васербург